# Tejeda de Tiétar
Tejeda de Tiétar is een dorp en gemeente in de provincie Cáceres in de Spaanse regio Extremadura. Tejeda de Tiétar heeft 829 inwoners (1 januari 2016).

## Burgemeester
De burgemeester van Tejeda de Tiétar is Dolores Paniaqua Timón.

## Geografie
Tejeda de Tiétar heeft een oppervlakte van 53 vierkante kilometer en grenst aan de gemeenten Arroyomolinos de la Vera, Gargüera, Malpartida de Plasencia, Toril, Majadas de Tiétar en Pasarón de la Vera.

## Demografische ontwikkeling

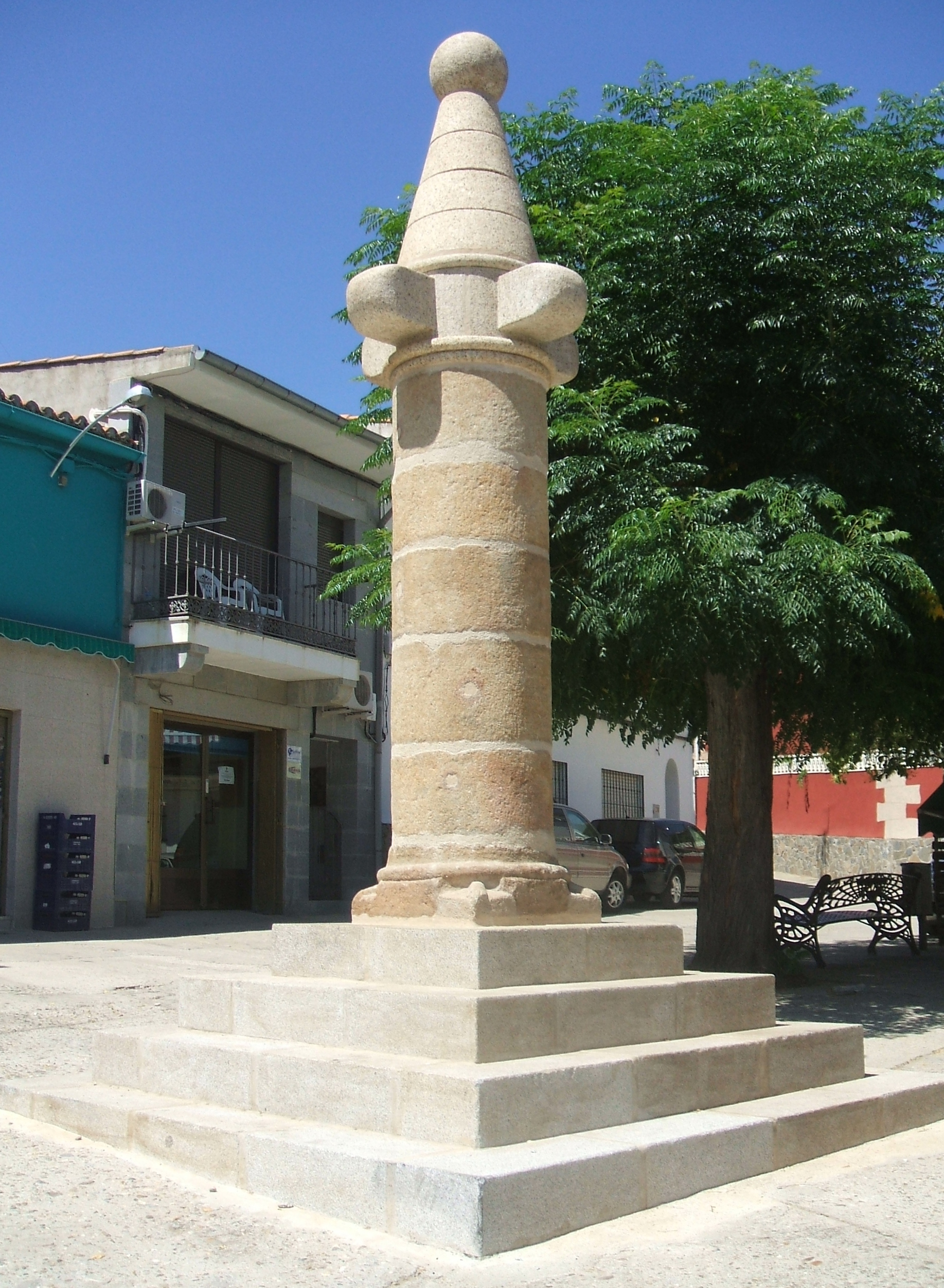

Bron: INE, 1857-2011: volkstellingen